# Öffentlicher Verkehr

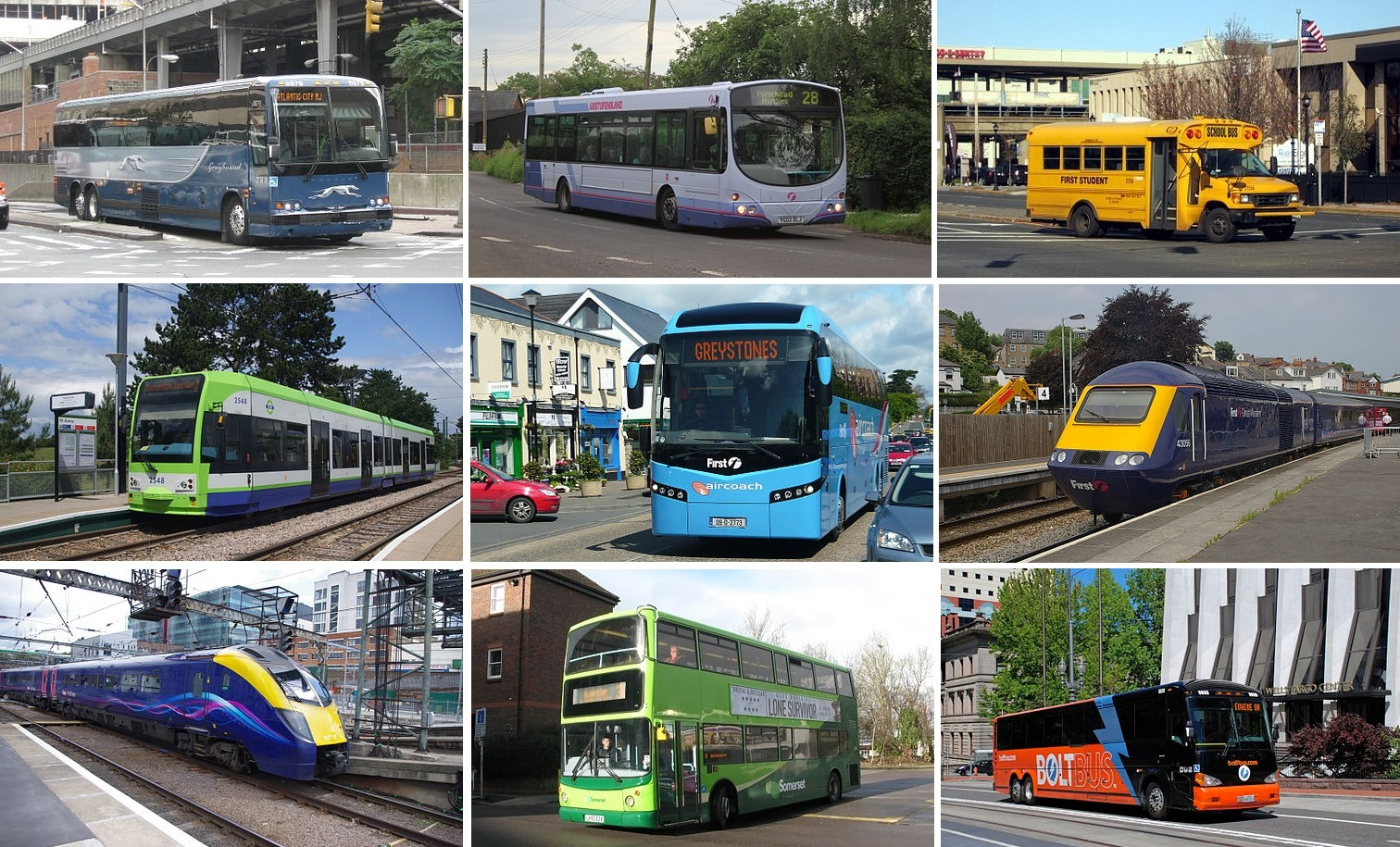

Als öffentlichen Verkehr (ÖV) bezeichnet man jenen Teil des Verkehrs von Personen, Gütern oder Nachrichten, der für jeden Nutzer in einer Volkswirtschaft bzw. in der Bevölkerung zugänglich ist, insbesondere die Leistungen des öffentlichen Gütertransports, der öffentlichen Personenbeförderung (öffentlicher Personenverkehr) sowie Leistungen öffentlich zugänglicher Post- und Telekommunikationsdienste.

## Merkmale
Die Merkmale des öffentlichen Verkehrs sind:
- allgemeine Zugänglichkeit für jeden Nutzer (bei Fahrzeugverkehr Beförderungspflicht beziehungsweise Transportpflicht),
- Ausführung durch spezielle konzessionierte Verkehrsunternehmen (beispielsweise bei Bahnen, Luftfahrt, Seilbahnen, Schifffahrt, Aufzugsanlagen) bzw. auf konzessionierten Linien oder Routen oder durch konzessionierte Leistungsträger
- sowie beim Fahrzeugverkehr die Fixierung von Beförderungsbedingungen bzw. -vorschriften und Preisen in veröffentlichten Rechtsnormen (Fahrplan- und Tarifpflicht).[2]

Man unterscheidet dabei öffentlichen Verkehr
- als Teil der Grundversorgung bzw. Daseinsvorsorge mit subventionierten bzw. angemessenen Tarifen
  - Verkehrsmittel im Straßen-, Bahn und Fährenverkehr, wobei erstere eigentlich im allgemeinen Sprachgebrauch als „Öffentliche Verkehrsmittel“ (umgangssprachlich „Öffis“) bezeichnet werden
  - Verkehr mit Leitungsträgern (beispielsweise Wasserversorgung, Kanalisation, Telefon)
  - drahtlose Nachrichtenübermittlung (beispielsweise öffentlich-rechtlicher Rundfunk)
- außerhalb der Grundversorgung, ohne subventionierte Tarife, aber gemäß den Konzessionen ebenfalls mit Tarif- und Beförderungspflicht und meist im Linienverkehr (beispielsweise Wintersportseilbahnen, Binnenschifffahrt, Luftfahrt)

Der Zugang und der Transportgegenstand sind hierbei zwei unterschiedliche Dimensionen. Vom Zugang her stehen sich öffentlicher und nichtöffentlicher Verkehr (militärische Anlagen und Transporte, privater Verkehr bzw. Individualverkehr („IV“), privatwirtschaftlicher Verkehr und Gelegenheitsverkehr) gegenüber. Beide Verkehrsarten können der Beförderung von Personen und/oder dem Transport von Gütern dienen.

## International
In vielen Ländern wird zwischen Fern- und Nahverkehr (auch Regionalverkehr) unterschieden, daneben bestehen die Bezeichnungen Binnenverkehr und internationaler Verkehr. Bei letzterem gibt es eine weitere Teilung, die Verkehre aus einem Nachbarland durch ein anderes als Transitverkehr bezeichnet. Kleinere Staaten kennen beispielsweise im Bahnverkehr keine Unterteilung in Fern- und Nahverkehrsleistungen, es gibt dann nur Inlandszüge und Züge des internationalen Verkehrs. 
Es gibt die Bezeichnungen öffentlicher Güterfern- und -nahverkehr sowie öffentliche internationale und Transit-Güterverkehre und gleichbedeutende Bezeichnungen für die entsprechenden Personenverkehre.
Träger des öffentlichen Verkehrs können öffentliche oder (teil)private Verkehrsunternehmen sein. Sie können in Bezug auf unterschiedliche Verkehrszweige für ihre Verkehrsaufgaben besonders spezialisiert sein, u. a. auch als Spezialanbieter für Fern-, Nah- oder internationale Dienste.

### Deutschland
In Deutschland wird heute organisatorisch sehr scharf zwischen öffentlichem Personennahverkehr (ÖPNV) und Personenfernverkehr unterschieden. Die DDR kannte dagegen nur einen Orts-, Binnen-, Transit- und internationalen Verkehr.

### Schweiz
Laut dem Behindertengleichstellungsgesetz müssen in der Schweiz ab 2024 sämtliche bestehenden Bauten und Anlagen sowie Fahrzeuge für den öffentlichen Verkehr behindertengerecht sein.